# Dąbrówka-Młyn
Dąbrówka-Młyn (pronunciación en polaco: /dɔmˈbrufka ˈmwɨn/) es un asentamiento en el distrito administrativo de Gmina Luzino, dentro del condado de Wejherowo, voivodato de Pomerania, en Polonia del norte. Se encuentra aproximadamente a 5 kilómetros al este de Luzino, a 7 kilómetros al suroeste de Wejherowo, y a 37 kilómetros al noroeste de la capital regional Gdańsk.
Para detalles de la historia de la región, véase Historia de Pomerania.